# Sungai Medang (Air Hangat Timur)
Sungai Medang is een bestuurslaag in het regentschap Kerinci van de provincie Jambi, Indonesië. Sungai Medang telt 1650 inwoners (volkstelling 2010).